# فوزي ودروف
فوزي ودروف (بالإنجليزية: Fuzzy Woodruff)‏ هو صحفي أمريكي، ولد في 27 مايو 1884 في مونتغومري في الولايات المتحدة، وتوفي في 7 ديسمبر 1929 في أتلانتا في الولايات المتحدة.